# گیرنده تیروزین کیناز بی
گیرندهٔ تیروزین کیناز B زیرمجموعه‌ای از گیرنده‌های یاخته‌ای تیروزین کینازی است که بر سطح یاخته‌ها یافت می‌شود. نام دیگر این گیرنده، گیرندهٔ فاکتورهای رشد BDNF/NT-3 می‌باشد. این گیرنده توسط ژن NTRK2 تولید می‌شود.

## عملکرد

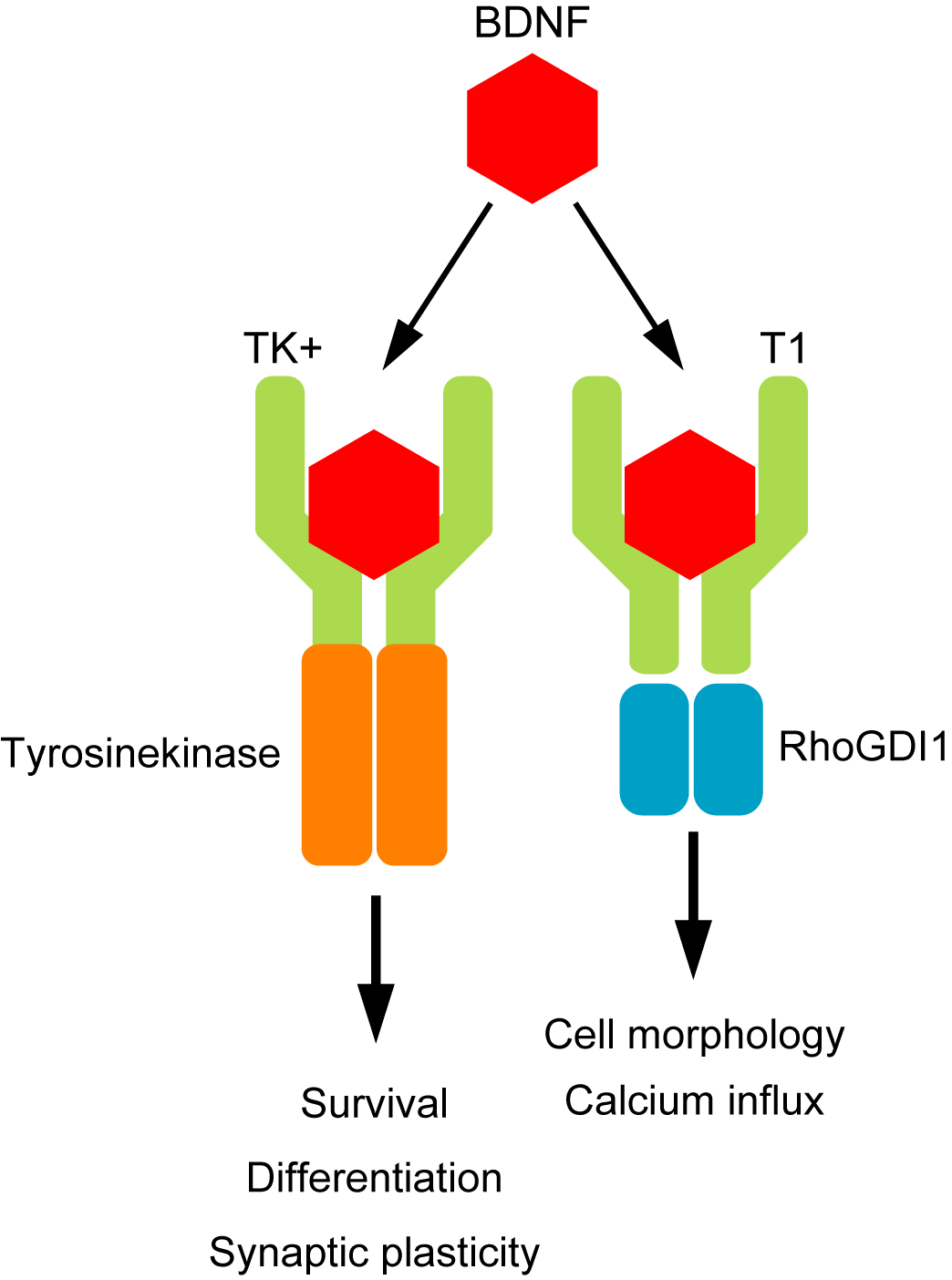
فعال شدن تیروزین کیناز B

گیرندهٔ تیروزین کیناز B دارای میل ترکیبی زیادی برای اغلب نوروتروفین ها به خصوص فاکتور نورون زایی مشتق از مغز می‌باشد. علاوه بر آن نوتروفین ۳ و ۴ نیز با میل ترکیبی کمتر به آن متصل می‌شوند. گیرنده‌های تیروزین کینازی دارای مناطق فسفریله شونده هسند که در صورتی که پیش ماده به آن‌ها متصل شود به صورت دوتایی درآمده و در نهایت فسفریلاسیون آن‌ها سبب جذب پروتئین‌های درون یاخته‌ای و برقراری آبشارهای دون یاخته‌ای می‌شود. گیرنده‌های انسولینی نیز کاری مشابه با این گیرندها دارند.

## ساختمان
این گیرنده‌ها دارای بخش‌های درون یاخته‌ای، گذرنده از غشا و خارج یاخته‌ای می‌باشند.

## پیش ماده
فاکتور نورون زایی مشتق شده از مغز مهمترین پیش مادهٔ آن می باد که با تحریک آن سبب نورون زایی و تمایز آن‌ها می‌شود. همچنین این پروتئین در افزایش حافظه و میلین زایی نیز نقش دارد.